# Primeira Guerra Civil Sudanesa
A Primeira Guerra Civil Sudanesa (também conhecida como Rebelião de Anya Nya ou Anya Nya I) foi um conflito bélico ocorrido entre 1955 e 1972 entre a parte norte do Sudão e a parte sul que exigia maior autonomia regional. Meio milhão de pessoas morreram durante os 17 anos de guerra, que pode ser dividida em três fases: a guerra de guerrilhas inicial, o Anyanya e o Movimento para a Libertação do Sudão do Sul. O conflito foi encerrado com a assinatura do tratado de Adis Abeba de 1972.
No entanto, o acordo que pôs fim aos combates em 1972 fracassou completamente, levando a um reacender do conflito norte-sul no Sudão durante a Segunda Guerra Civil (1983-2005). O período entre 1955 e 2005 é considerado às vezes como um conflito único, com um cessar-fogo de 11 anos que separou as duas fases de violência.